# Yves Bissouma
Yves Bissouma, né le 30 août 1996 à Issia, en Côte d'Ivoire, est un footballeur international malien, qui joue au poste de milieu relayeur à Tottenham .

## Biographie

### Carrière en club

#### Formation et début au Mali
Yves Bissouma grandit dans le quartier de Yopougon Sicogi à Abidjan. Il commence à jouer à 8 ans dans le centre Kimifoot, avant de rejoindre le Majestic SC, centre de formation partenaire de l'Académie Jean-Marc Guillou de Bamako. Repéré à l'âge de 13 ans lors d'un tournoi de détection lui et son compatriote Rominigue Kouamé intègrent alors l'Académie au Mali. À la suite de ses cinq années de formation, il renforce à ses 18 ans l'AS Real Bamako, l’un des meilleurs clubs de D1 malienne, dont il devient vite l’une des pièces maîtresses de l’entrejeu.

#### Lille OSC (2016-2018)

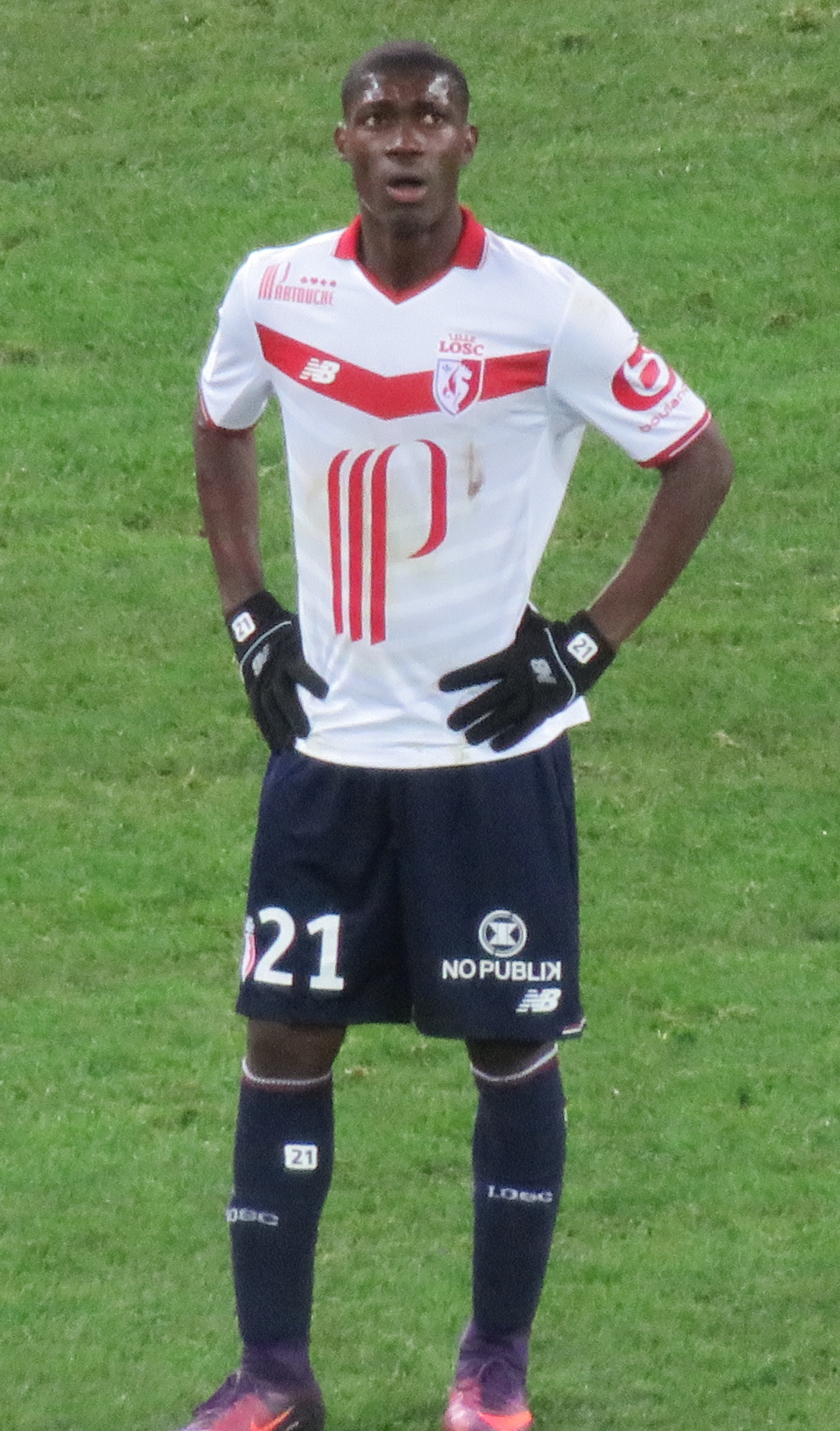
Yves Bissouma avec Lille en novembre 2016.

Il est conforté par les parcours de Youssouf Koné et Adama Traoré, il arrive en France en mars 2016, en compagnie de Rominigue Kouamé, pour s'aguerrir avec la réserve du Lille OSC. L'été suivant, il effectue la préparation estivale avec les professionnels et signe le 7 juillet un contrat professionnel d'une durée de 3 ans. Il dispute son premier match de Ligue 1 le 20 septembre, débutant titulaire lors de la réception du Toulouse FC (6e journée, défaite 1-2). Le 11 février, il inscrit son premier but dans le Nord en égalisant d'une frappe lointaine face à Angers (25e, défaite 1-2).
Milieu polyvalent, technique, à la prise de balle incisive et doté d'une lourde frappe, il participe à 23 des 38 rencontres du championnat (pour 5 titularisations) avant d'être prolongé jusqu'en 2021 par le club nordiste, le 7 mars 2017.
Le début de saison suivant est plus compliqué pour l’international malien qui joue le plus souvent au poste de latéral droit sous les ordres de Marcelo Bielsa.
Poste qu’il n’a jamais occupé dans sa jeune carrière.
Il finit la saison avec 24 apparitions pour deux réalisations.
Il marque notamment un des buts les plus importants de la saison du LOSC lors du match capital pour le maintien contre Toulouse Football Club en avec un coup franc direct des 35 mètres qui permet à Lille d’égaliser.

#### Brighton & Hove Albion (2018-2022)
Le 17 juillet 2018, Yves Bissouma s’engage pour 5 ans au Brighton & Hove Albion Football Club pour environ 20 millions d’euros. Il joue son premier match le 11 août où il a débuté le match sur le banc et est rentré en jeu à la 60e minute (défaite 2-0) contre Watford. Il finit la saison 2022 avec 2 buts et 3 passes décisives.

#### Tottenham Hotspur FC (depuis 2022)
Courtisé par Liverpool, Arsenal et Aston Villa, Yves Bissouma, signe finalement en faveur de Tottenham le 17 juin 2022, pour environ 29 millions d’euros. Le 15 août 2024, Yves Bissouma, après la diffusion d'une vidéo dans laquelle il consomme des ballons de gaz hilarant, est suspendu par son club puis réintégré dans le groupe le 24 août 2024 pour un match à domicile contre Everton durant lequel il inscrit un but.

### En équipe nationale
Yves Bissouma honore sa première sélection avec l'équipe du Mali le 18 octobre 2015, contre la Mauritanie (victoire 2-1).
En fin d'année 2015, il est sélectionné avec le Mali des moins de 23 ans pour participer à la Coupe d'Afrique des nations des moins de 23 ans 2015 qui se déroule au Sénégal. Le Mali est éliminé dès la phase de poule.
Le 4 février 2016, il inscrit son premier but en sélection lors des demi-finales du championnat d'Afrique des nations 2016 contre la Côte d'Ivoire (victoire 1-0). Il s'agit d'un moment particulier pour lui puisqu'il a inscrit ce but face au pays dont il est natif. Il déclare à la suite du match que « le foot n’a pas de nationalité, c’est un jeu, un plaisir ».
En janvier 2017, Alain Giresse le retient dans sa liste des 23 joueurs sélectionnés pour participer à la Coupe d'Afrique des nations 2017. En décembre 2021, Yves Bissouma est retenu par le sélectionneur Mohamed Magassouba pour participer à la Coupe d'Afrique des nations 2021. Le 2 janvier 2024, il est retenu dans la liste des vingt-sept joueurs maliens sélectionnés par Éric Chelle pour disputer la Coupe d'Afrique des nations 2023.

## Style de jeu
Yves Bissouma est un milieu relayeur. Il est également doté d'une lourde frappe comme en témoignent ses buts contre l'Ouganda le 25 janvier 2017 et le 6 mai 2018 lors d'un match entre le Toulouse Football Club et le LOSC. C’est un joueur à l’aise balle au pied, capable de faire des différences dans le rond central et de délivrer de belles passes pour ses partenaires. Ils s’appuie majoritairement sur sa protection de balle pour pouvoir éliminer son vis-à-vis et d’une palette technique très large. Bissouma a style de jeu assez similaire à celui de Paul Pogba.

## Statistiques

### En club
Le tableau ci-dessous récapitule les statistiques d'Yves Bissouma lors de sa carrière en club :

| Saison                | Club                   | Championnat           | Championnat | Championnat | Championnat | Coupe nationale | Coupe nationale | Coupe nationale | Coupe de la Ligue | Coupe de la Ligue | Coupe de la Ligue | Compétition(s) continentale(s) | Compétition(s) continentale(s) | Compétition(s) continentale(s) | Compétition(s) continentale(s) | Total | Total | Total |
| Saison                | Club                   | Division              | M.          | B.          | P.d.        | M.              | B.              | P.d.            | M.                | B.                | P.d.              | Comp.                          | M.                             | B.                             | P.d.                           | M.    | B.    | P.d.  |
| 2016-2017             | Lille OSC              | Ligue 1               | 23          | 1           | 0           | 3               | 0               | 1               | -                 | -                 | -                 | C3                             | 1                              | 0                              | 0                              | 27    | 1     | 1     |
| 2017-2018             | Lille OSC              | Ligue 1               | 24          | 2           | 1           | 2               | 1               | 0               | 2                 | 0                 | 0                 | -                              | -                              | -                              | -                              | 28    | 3     | 1     |
| Sous-total            | Sous-total             | Sous-total            | 47          | 3           | 1           | 5               | 1               | 1               | 2                 | 0                 | 0                 | -                              | 1                              | 0                              | 0                              | 55    | 4     | 2     |
| 2018-2019             | Brighton & Hove Albion | Premier League        | 28          | 0           | 0           | 5               | 1               | 1               | 1                 | 0                 | 0                 | -                              | -                              | -                              | -                              | 34    | 1     | 1     |
| 2019-2020             | Brighton & Hove Albion | Premier League        | 22          | 1           | 0           | 1               | 0               | 0               | -                 | -                 | -                 | -                              | -                              | -                              | -                              | 23    | 1     | 0     |
| 2020-2021             | Brighton & Hove Albion | Premier League        | 36          | 1           | 0           | 3               | 1               | 0               | -                 | -                 | -                 | -                              | -                              | -                              | -                              | 39    | 2     | 0     |
| 2021-2022             | Brighton & Hove Albion | Premier League        | 26          | 1           | 2           | 1               | 1               | 1               | 1                 | 0                 | 0                 | -                              | -                              | -                              | -                              | 28    | 2     | 3     |
| Sous-total            | Sous-total             | Sous-total            | 112         | 3           | 2           | 10              | 3               | 1               | 2                 | 0                 | 0                 | -                              | 0                              | 0                              | 0                              | 124   | 6     | 3     |
| 2022-2023             | Tottenham Hotspur      | Premier League        | 23          | 0           | 0           | 1               | 0               | 0               | 1                 | 0                 | 0                 | C1                             | 3                              | 0                              | 0                              | 28    | 0     | 0     |
| 2023-2024             | Tottenham Hotspur      | Premier League        | 28          | 0           | 0           | -               | -               | -               | -                 | -                 | -                 | -                              | -                              | -                              | -                              | 28    | 0     | 0     |
| 2024-2025             | Tottenham Hotspur      | Premier League        | 28          | 2           | 0           | 2               | 0               | 0               | 4                 | 0                 | 0                 | C3                             | 10                             | 0                              | 0                              | 44    | 2     | 0     |
| Sous-total            | Sous-total             | Sous-total            | 79          | 2           | 0           | 3               | 0               | 0               | 5                 | 0                 | 0                 | -                              | 13                             | 0                              | 0                              | 100   | 2     | 0     |
| Total sur la carrière | Total sur la carrière  | Total sur la carrière | 237         | 8           | 3           | 19              | 4               | 2               | 9                 | 0                 | 0                 | -                              | 14                             | 0                              | 0                              | 279   | 12    | 5     |

### But en équipe nationale
| No | Date            | Stade, ville, pays                        | Adversaire    | Résultat | Compétition                                     |
| -- | --------------- | ----------------------------------------- | ------------- | -------- | ----------------------------------------------- |
| 1  | 4 février 2016  | Stade Régional Nyamirambo, Kigali, Rwanda | Côte d'Ivoire | V 1-0    | Championnat d'Afrique des nations 2016          |
| 2  | 25 janvier 2017 | Stade d'Oyem, Oyem, Gabon                 | Ouganda       | N 1-1    | Coupe d'Afrique des nations 2017                |
| 3  | 10 juin 2017    | Stade du 26 mars, Bamako, Mali            | Gabon         | V 2-1    | Qualifications Coupe d'Afrique des nations 2019 |

NB : Le score est affiché sans tenir compte du sens conventionnel en cas de match à l'extérieur (Mali-Adversaire)

## Palmarès

### En club
Tottenham Hotspur
- Ligue Europa (1) :
  - Vainqueur en 2025[10]’[11]

### En sélection nationale
Équipe du Mali
- Championnat d'Afrique des nations :
  - Finaliste en 2016